# Frederik Willem Steenhuisen (1893-1969)
Frederik Willem Steenhuisen (Ezinge, 19 december 1893 - Leeuwarden, 18 april 1969) was een Nederlandse PvdA-politicus.

## Loopbaan
Steenhuisen werd geboren in Ezinge als zoon van landbouwer Lammert Steenhuisen en Grietje Rosema. Hij begon zijn ambtelijke loopbaan in 1910 als volontair in Aduard. Hij was vervolgens ambtenaar ter secretarie in Het Bildt (1913-1917) en Franeker (1917-1918). Hij kwam in 1918 in dienst bij de gemeente Franekeradeel als chef van de secretarie, vier jaar later werd hij benoemd tot gemeentesecretaris. 
In 1952 volgde zijn benoeming als burgemeester van deze gemeente, hij werd geïnstalleerd op 1 juli van dat haar. Hij was daarvoor al tweeënhalf jaar waarnemend burgemeester geweest, vanwege de ziekte van zijn voorganger Wijbren Elgersma.
Hij ging per 1 januari 1959 met pensioen, maar bleef in Franekeradeel wonen. In 1968 verhuisde Steenhuisen wegens een verslechterende gezondheid naar zorgcentrum Aldlânstate in Leeuwarden. Hij overleed er op 75-jarige leeftijd, na een val van een trap,  waarbij hij een schedelbasisfractuur opliep.
Steenhuisen was een volle neef van Frederik Willem Steenhuisen (1883-1953), burgemeester van Tietjerksteradeel.